# CD31
A molécula de adesão celular endotelial plaquetária (PECAM-1) também conhecida como cluster de diferenciação 31 (CD31)  é uma proteína que em humanos é codificada pelo gene PECAM1, localizado no cromossomo 17. A PECAM-1 possui um papel pivotal na remoção de neutrófilos envelhecidos do organismo

## Função
A PECAM-1 é encontrada na superfície de plaquetas, monócitos, neutrófilos, e alguns tipos de células T,  constituindo parte significadiva das junções intercelulares do endotélio. Essa proteína é membra da superfamília das imunoglobulinas e está, provavelmente, envolvida em transmigração de leucócitos, angiogênese e ativação de integrinas.

## Distribuição tecidual
A CD31 é normalmente encontrada em células endoteliais, plaquetas, macrófagos, células de Kupffer, granulócitos, células T/NK cells, linfócitos, megacariócitos, osteoclastos e neutrófilos.
A CD31 é também expressa em certos tumores, como no hemangioendotelioma epitelióide, tumores vasculares diversos e plasmocitomas. É encontrado de forma mais rara em alguns sarcomas, como o sarcoma de Kaposi   e carcinomas.

### Imuno-histoquímica

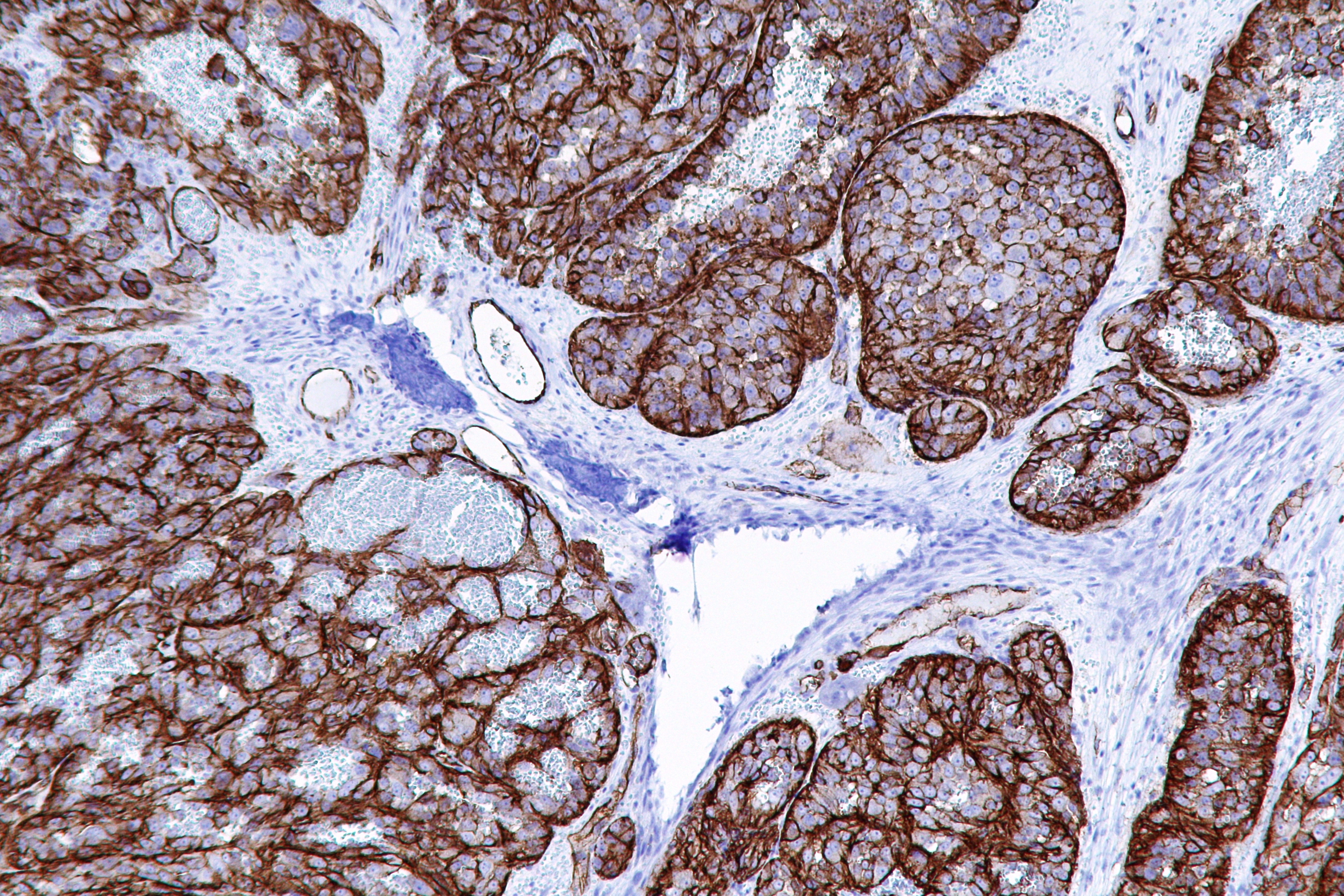
Micrografia de um angiossarcoma com marcação imuno-histoquímica para CD31.

Em análises imuno-histoquímicas, a CD31 é utilizada primariamente para demonstrar a presença de células endoteliais em secções histológicas. Esse dado pode ajudar a avaliar, por exemplo, o grau de angiogênese tumoral, o que pode indicar um tumor de crescimento rápido. Células endoteliais malignas comumente retêm o antígeno, de forma que essa marcação pode ser utilizada para demonstrar angiomas e angiosarcomas. Ela também pode ser vista em linfomas como a leucemia linfoide crônica , mas há marcadores mais específicos desenvolvidos para essas condições.

## Leitura complementar
- Jackson DE (2003). «The unfolding tale of PECAM-1». FEBS Lett. 540 (1–3): 7–14. PMID 12681475. doi:10.1016/S0014-5793(03)00224-2
- Newman PJ, Newman DK (2004). «Signal transduction pathways mediated by PECAM-1: new roles for an old molecule in platelet and vascular cell biology». Arterioscler. Thromb. Vasc. Biol. 23 (6): 953–64. PMID 12689916. doi:10.1161/01.ATV.0000071347.69358.D9
- Ilan N, Madri JA (2004). «PECAM-1: old friend, new partners». Curr. Opin. Cell Biol. 15 (5): 515–24. PMID 14519385. doi:10.1016/S0955-0674(03)00100-5
- Wong MX, Jackson DE (2004). «Regulation of B cell activation by PECAM-1: implications for the development of autoimmune disorders». Curr. Pharm. Des. 10 (2): 155–61. PMID 14754395. doi:10.2174/1381612043453504
- Kalinowska A, Losy J (2007). «PECAM-1, a key player in neuroinflammation». Eur. J. Neurol. 13 (12): 1284–90. PMID 17116209. doi:10.1111/j.1468-1331.2006.01640.x
- Stockinger H, Gadd SJ, Eher R, Majdic O, Schreiber W, Kasinrerk W, Strass B, Schnabl E, Knapp W (1991). «Molecular characterization and functional analysis of the leukocyte surface protein CD31». J. Immunol. 145 (11): 3889–97. PMID 1700999
- Albelda SM, Muller WA, Buck CA, Newman PJ (1991). «Molecular and cellular properties of PECAM-1 (endoCAM/CD31): a novel vascular cell-cell adhesion molecule». J. Cell Biol. 114 (5): 1059–68. PMC 2289123. PMID 1874786. doi:10.1083/jcb.114.5.1059
- Simmons DL, Walker C, Power C, Pigott R (1990). «Molecular cloning of CD31, a putative intercellular adhesion molecule closely related to carcinoembryonic antigen». J. Exp. Med. 171 (6): 2147–52. PMC 2187965. PMID 2351935. doi:10.1084/jem.171.6.2147
- Kirschbaum NE, Gumina RJ, Newman PJ (1995). «Organization of the gene for human platelet/endothelial cell adhesion molecule-1 shows alternatively spliced isoforms and a functionally complex cytoplasmic domain». Blood. 84 (12): 4028–37. PMID 7994021
- Tang DG, Chen YQ, Newman PJ, Shi L, Gao X, Diglio CA, Honn KV (1993). «Identification of PECAM-1 in solid tumor cells and its potential involvement in tumor cell adhesion to endothelium». J. Biol. Chem. 268 (30): 22883–94. PMID 8226797
- Behar E, Chao NJ, Hiraki DD, Krishnaswamy S, Brown BW, Zehnder JL, Grumet FC (1996). «Polymorphism of adhesion molecule CD31 and its role in acute graft-versus-host disease». N. Engl. J. Med. 334 (5): 286–91. PMID 8532023. doi:10.1056/NEJM199602013340502
- Lu TT, Yan LG, Madri JA (1996). «Integrin engagement mediates tyrosine dephosphorylation on platelet-endothelial cell adhesion molecule 1». Proc. Natl. Acad. Sci. U.S.A. 93 (21): 11808–13. PMC 38140. PMID 8876219. doi:10.1073/pnas.93.21.11808
- Almendro N, Bellón T, Rius C, Lastres P, Langa C, Corbí A, Bernabéu C (1997). «Cloning of the human platelet endothelial cell adhesion molecule-1 promoter and its tissue-specific expression. Structural and functional characterization». J. Immunol. 157 (12): 5411–21. PMID 8955189
- Jackson DE, Ward CM, Wang R, Newman PJ (1997). «The protein-tyrosine phosphatase SHP-2 binds platelet/endothelial cell adhesion molecule-1 (PECAM-1) and forms a distinct signaling complex during platelet aggregation. Evidence for a mechanistic link between PECAM-1- and integrin-mediated cellular signaling». J. Biol. Chem. 272 (11): 6986–93. PMID 9054388. doi:10.1074/jbc.272.11.6986
- Famiglietti J, Sun J, DeLisser HM, Albelda SM (1997). «Tyrosine residue in exon 14 of the cytoplasmic domain of platelet endothelial cell adhesion molecule-1 (PECAM-1/CD31) regulates ligand binding specificity». J. Cell Biol. 138 (6): 1425–35. PMC 2132561. PMID 9298995. doi:10.1083/jcb.138.6.1425
- Deaglio S, Morra M, Mallone R, Ausiello CM, Prager E, Garbarino G, Dianzani U, Stockinger H, Malavasi F (1998). «Human CD38 (ADP-ribosyl cyclase) is a counter-receptor of CD31, an Ig superfamily member». J. Immunol. 160 (1): 395–402. PMID 9551996
- Coukos G, Makrigiannakis A, Amin K, Albelda SM, Coutifaris C (1999). «Platelet-endothelial cell adhesion molecule-1 is expressed by a subpopulation of human trophoblasts: a possible mechanism for trophoblast-endothelial interaction during haemochorial placentation». Mol. Hum. Reprod. 4 (4): 357–67. PMID 9620836. doi:10.1093/molehr/4.4.357
- Cao MY, Huber M, Beauchemin N, Famiglietti J, Albelda SM, Veillette A (1998). «Regulation of mouse PECAM-1 tyrosine phosphorylation by the Src and Csk families of protein-tyrosine kinases». J. Biol. Chem. 273 (25): 15765–72. PMID 9624175. doi:10.1074/jbc.273.25.15765
- Ma L, Mauro C, Cornish GH, Chai JG, Coe D, Fu H, Patton D, Okkenhaug K, Franzoso G, Dyson J, Nourshargh S, Marelli-Berg FM (2010). «Ig gene-like molecule CD31 plays a nonredundant role in the regulation of T-cell immunity and tolerance». PNAS. 107 (45): 19461–6. PMC 2984185. PMID 20978210. doi:10.1073/pnas.1011748107